# 达妮拉·比利奇
达妮拉·比利奇（1969年7月22日—），旧姓纳基奇（Nakić），克罗地亚女子篮球运动员。她曾代表南斯拉夫参加1988年夏季奥林匹克运动会篮球比赛，获得一枚银牌。

## 家庭
丈夫兹沃尼米尔·比利奇，手球运动员、教练。